# Szokar
Szokar (Skr, Szeker, Szaker, görögül Szokarisz) óegyiptomi istenség. Eredetileg a memphiszi nekropolisz istene volt, akit átvitt értelemben az alvilág bejáratánál őrködő sólyomnak képzeltek. Ezért általában sólyomfejű, mumifikált ember alakjában ábrázolták. Az  életre keltést célzó halotti szertartások révén Ptah istennel (Ptah-Szokar), a halotti birodalommal való szoros kapcsolata miatt Ozirisszal is azonosították (Uszire-Szokar). A kézművesek, főként a fémművesek védőistenének is tartották. Az egyiptomiak előszeretettel fohászkodtak a Ptah-Szokar-Ozirisz nevét együttesen viselő istenséghez. Az újbirodalom idején Memphiszben és környékén tiszteletére körmeneteket és a mezőgazdasággal kapcsolatos termékenységi ünnepségeket tartottak, amikor az istenség képét bárkába helyezve vitték körül papjai. Így akarták a napforduló után megújuló természet jó termését elősegíteni.
Tisztelete az idők során túlterjedt Memphiszen egészen az újbirodalmi fáraók thébai székhelyéig.